# Hestina zella
Hestina zella är en fjärilsart som beskrevs av Butler 1869. Hestina zella ingår i släktet Hestina och familjen praktfjärilar. Inga underarter finns listade i Catalogue of Life.